# Recopa Sudamericana 1997
La Recopa Sudamericana 1997 fue la novena edición del torneo organizado por la Confederación Sudamericana de Fútbol que enfrentaba al campeón de la Copa Libertadores de América con el campeón de la Supercopa Sudamericana.
El certamen enfrentó a los cuadros argentinos de River Plate, ganador de la Copa Libertadores 1996, y Vélez Sarsfield, vencedor de la Supercopa Sudamericana 1996. Los equipos se enfrentaron en un único encuentro disputado el día 13 de abril de 1997 en el Estadio Conmemorativo de la Universiada de la ciudad de Kōbe, Japón, siendo ésta la última edición desarrollada en el país oriental. Tras igualar 1-1 en los 90 minutos, se llevó a cabo la definición por penales, que fue ganada por Vélez Sarsfield con un marcador de 4-2.
Erróneamente, esta edición ha sido registrada por Rec.Sport.Soccer Statistics Foundation (RSSSF) como correspondiente a la temporada 1996, lo cual no es efectivo, ya que la Confederación Sudamericana de Fútbol (CONMEBOL) confirmó en 2007 que se trata de la edición de 1997 del torneo internacional. Otras fuentes también la reconocen como parte de la temporada 1997.

## Equipos participantes
|  | River Plate     |  | Bandera de Argentina |  | Campeón de la Copa Libertadores (1996)      |
|  | Vélez Sarsfield |  | Bandera de Argentina |  | Campeón de la Supercopa Sudamericana (1996) |

## Sede
| Japón                                                                                                |                                         |
| Ciudad                                                                                               | Estadio                                 |
| Kōbe                                                                                                 | Estadio Conmemorativo de la Universiada |
| Night view of the CBD · Nankin-machi · Ikuta Shrine · The Former Thomas House · Akashi Kaikyo Bridge |                                         |
| 45 000 espectadores                                                                                  |                                         |

## El partido
| Bandera de Argentina | vs. | Bandera de Argentina  |
| River Plate 1 (2)    | vs. | Vélez Sarsfield 1 (4) |

| 13 de abril de 1997 | River Plate                             | 1:1 (0:1) (2:4 p.)         | Vélez Sarsfield                                     | Estadio Conmemorativo de la Universiada, Kōbe |                          |
|                     | Francescoli 83' (pen.)                  |                            | 29' (pen.) Chilavert                                | Árbitro(s): Jorge Nieves                      | Árbitro(s): Jorge Nieves |
|                     |                                         | Tiros desde el punto penal |                                                     |                                               |                          |
|                     | Francescoli · Gallardo · Trotta · Ayala |                            | Chilavert · Camps · Pandolfi · Zandoná · Pellegrino |                                               |                          |

| 1          | POR        | Roberto Bonano     |     |
| 17         | DEF        | Roberto Trotta     |     |
| 2          | DEF        | Celso Ayala        |     |
| 6          | DEF        | Eduardo Berizzo    | 74' |
| 3          | DEF        | Juan Pablo Sorín   |     |
| 8          | MED        | Roberto Monserrat  |     |
| 5          | MED        | Leonardo Astrada   |     |
| 22         | MED        | Hernán Maisterra   | 28' |
| 11         | MED        | Sergio Berti       | 60' |
| 9          | DEL        | Enzo Francescoli   |     |
| 7          | DEL        | Julio Ricardo Cruz |     |
| Entrenador | Entrenador | Ramón Díaz         |     |

| 1          | POR        | José Luis Chilavert |     |
| 4          | DEF        | Flavio Zandoná      |     |
| 2          | DEF        | Víctor Sotomayor    |     |
| 6          | DEF        | Mauricio Pellegrino |     |
| 3          | DEF        | Raúl Cardozo        |     |
| 17         | MED        | Guillermo Morigi    | 76' |
| 5          | MED        | Marcelo Gómez       | 88' |
| 18         | MED        | Claudio Husaín      |     |
| 7          | MED        | Christian Bassedas  |     |
| 11         | DEL        | Martín Posse        |     |
| 10         | DEL        | Patricio Camps      |     |
| Entrenador | Entrenador | Osvaldo Piazza      |     |

| 12 | POR | Germán Burgos    | 28' |
| 10 | MED | Marcelo Gallardo | 60' |
| 21 | MED | Facundo Villalba | 74' |

| 8  | MED | Marcelo Herrera   | 76' |
| 21 | DEL | Fernando Pandolfi | 88' |

| Anotado · Penal | 83' | Enzo Francescoli | 1:1 |

| Anotado · Penal | 29' | José Luis Chilavert | 0:1 |

|                  |                          | 0:0 | Fallo de penal (atajado) | José Luis Chilavert |
| Enzo Francescoli | Acierto de penal         | 1:0 |                          |                     |
|                  |                          | 1:1 | Acierto de penal         | Patricio Camps      |
| Marcelo Gallardo | Fallo de penal (atajado) | 1:1 |                          |                     |
|                  |                          | 1:2 | Acierto de penal         | Fernando Pandolfi   |
| Roberto Trotta   | Fallo de penal (atajado) | 1:2 |                          |                     |
|                  |                          | 1:3 | Acierto de penal         | Flavio Zandoná      |
| Celso Ayala      | Acierto de penal         | 2:3 |                          |                     |
|                  |                          | 2:4 | Acierto de penal         | Mauricio Pellegrino |

| Otorgado · Otorgado otra vez · Expulsado | 28' | Roberto Bonano  |
| Amonestado                               |     | Eduardo Berizzo |

| Amonestado |  | Martín Posse |

| Árbitro             | Jorge Nieves       |
| Árbitros asistentes | Solishito Boskoito |
| Árbitros asistentes | Elvieko Berugoshi  |

| 1          | POR        | Roberto Bonano     |     |
| 17         | DEF        | Roberto Trotta     |     |
| 2          | DEF        | Celso Ayala        |     |
| 6          | DEF        | Eduardo Berizzo    | 74' |
| 3          | DEF        | Juan Pablo Sorín   |     |
| 8          | MED        | Roberto Monserrat  |     |
| 5          | MED        | Leonardo Astrada   |     |
| 22         | MED        | Hernán Maisterra   | 28' |
| 11         | MED        | Sergio Berti       | 60' |
| 9          | DEL        | Enzo Francescoli   |     |
| 7          | DEL        | Julio Ricardo Cruz |     |
| Entrenador | Entrenador | Ramón Díaz         |     |

| 1          | POR        | José Luis Chilavert |     |
| 4          | DEF        | Flavio Zandoná      |     |
| 2          | DEF        | Víctor Sotomayor    |     |
| 6          | DEF        | Mauricio Pellegrino |     |
| 3          | DEF        | Raúl Cardozo        |     |
| 17         | MED        | Guillermo Morigi    | 76' |
| 5          | MED        | Marcelo Gómez       | 88' |
| 18         | MED        | Claudio Husaín      |     |
| 7          | MED        | Christian Bassedas  |     |
| 11         | DEL        | Martín Posse        |     |
| 10         | DEL        | Patricio Camps      |     |
| Entrenador | Entrenador | Osvaldo Piazza      |     |

| 12 | POR | Germán Burgos    | 28' |
| 10 | MED | Marcelo Gallardo | 60' |
| 21 | MED | Facundo Villalba | 74' |

| 8  | MED | Marcelo Herrera   | 76' |
| 21 | DEL | Fernando Pandolfi | 88' |

| Anotado · Penal | 83' | Enzo Francescoli | 1:1 |

| Anotado · Penal | 29' | José Luis Chilavert | 0:1 |

|                  |                          | 0:0 | Fallo de penal (atajado) | José Luis Chilavert |
| Enzo Francescoli | Acierto de penal         | 1:0 |                          |                     |
|                  |                          | 1:1 | Acierto de penal         | Patricio Camps      |
| Marcelo Gallardo | Fallo de penal (atajado) | 1:1 |                          |                     |
|                  |                          | 1:2 | Acierto de penal         | Fernando Pandolfi   |
| Roberto Trotta   | Fallo de penal (atajado) | 1:2 |                          |                     |
|                  |                          | 1:3 | Acierto de penal         | Flavio Zandoná      |
| Celso Ayala      | Acierto de penal         | 2:3 |                          |                     |
|                  |                          | 2:4 | Acierto de penal         | Mauricio Pellegrino |

| Otorgado · Otorgado otra vez · Expulsado | 28' | Roberto Bonano  |
| Amonestado                               |     | Eduardo Berizzo |

| Amonestado |  | Martín Posse |

| Árbitro             | Jorge Nieves       |
| Árbitros asistentes | Solishito Boskoito |
| Árbitros asistentes | Elvieko Berugoshi  |

|                                     |
| Bandera de Argentina                |
| Campeón Vélez Sarsfield 1.er título |